# Ентиат (племе)
Ентиат (на английски: Entiat) е северноамериканско индианско племе, което живее в 2 села на река Ентиат в Каскадните планини. Говорят диалект на езика Колумбия – Моузес на клона Вътрешни салиши към Салишкото езиково семейство. Специалисти в лова на планински кози. Ловуват още елени и дребен дивеч и събират корени камас, луковици и диви подове, също и ловят риба. Основно жилище през цялата година е къщата – яма (pithouse). В селото има още отделна хижа за жените и колиба за изпотяване. По време на пътуване използват временни колиби от клони покрити с папур или типита. Първоначално облеклото им е доста оскъдно. По-късно възприемат прерийния стил на обличане. По време на пубертета всички момчета и много момичета трябва да преминат през ритуала за Търсене на видение, за да се сдобият с дух – помощник. Според вярванията им всичко в природата притежава духовна сила. Типичното за Платото зимно село е основната политическа единица. Всяко село е ръководено от вожд, който наследява поста си по бащина линия. Жените на лидерските фамилии също имат висок ранг. Александър Рос ги споменава в записките си под името „Интиктук“. В своите изследвания Джеймс Муни записва името им като „Ентиатук“. Името идва от името на мястото на едно от селата им – Нииятку, което става на „сниияткуокх – хората от селото Ентиат“. Днес потомците им са част от Конфедеративните племена на резервата Колвил.